# Pedro Moya de Contreras
Pour les articles homonymes, voir Contreras.
Pedro Moya de Contreras (v. 1528, Cordoue, Espagne — 21 décembre 1591, Madrid), prélat et administrateur colonial qui détient les trois plus hautes charges de Nouvelle-Espagne, qu'il occupe simultanément : inquisiteur général, archevêque de Mexico et vice-roi. Il est le sixième vice-roi et gouverne du 25 septembre 1584 au 16 octobre 1585. Durant cette période, pas plus que ses prédécesseurs ou ses successeurs, jusque vers 1700 environ, il ne voit d'inconvénient à laisser publier des textes religieux chrétiens catholiques en d'autres langues que le latin (ou que le castillan), dont le nahuatl.